# 汀州府文庙
25°50′11″N 116°21′09″E / 25.83639°N 116.35250°E
汀州府文庙位于中国福建省龙岩市长汀县汀州镇兆征路20号，是明清时期汀州府的文庙，1996年被列为第四批福建省文物保护单位。

## 图片
- 棂星门
- 棂星门
- 棂星门
- 泮池、大成门
- 泮池、大成门
- 泮池、状元桥
- 大成门台阶
- 大成殿
- 大成殿
- 大成殿
- 大成殿
- 大成殿